# Liste der Zeremonienmeister des Königs von Preußen
Die Liste der Zeremonienmeister des Königs von Preußen nennt insbesondere die Zeremonienmeister von Wilhelm I. und Wilhelm II. Sie waren Teil des Hofstaats. Verantwortungsbereiche waren unter anderem die Hoffeste; zu den Aufgaben zählten der Empfang der Gäste, Überwachung von Musik und Tänzen, Begrüßung der Gäste zum Souper usw. Trotz des Kaiser-Titels blieb es bei königlichen Zeremoniellen.

## Liste
| Name                                                        | Lebenszeit | Amtszeit unter Wilhelm I.     | Amtszeit unter Wilhelm II. |
| ----------------------------------------------------------- | ---------- | ----------------------------- | -------------------------- |
| Hugo von Zedlitz und Neukirch                               | 1816–1893  | 1861–1868                     |                            |
| Cuno von Zedlitz und Neukirch                               | 1824–1874  | 1861–1874                     |                            |
| Woldemar von Pfeil                                          | 1815–1878  | 1862–1868                     |                            |
| Karl von Pückler-Burghauß                                   | 1817–1899  | 1862–1868                     |                            |
| Carl von Pourtalès                                          | 1816–1871  | 1862–1871                     |                            |
| Otto von Keyserlingk                                        | 1818–1872  | 1864–1872                     |                            |
| Arnold von Rosenberg                                        | 1824–1883  | 1871–1875 1876–1882           |                            |
| Louis von Perponcher-Sedlnitzky                             | 1827–1914  | 1873–1875                     |                            |
| Leonhard von Romberg                                        | 1828–1910  | 1873–1875 1876–1882 1883–1887 |                            |
| Albrecht von Brühl                                          | 1821–1892  | 1873–1886                     |                            |
| Ewald Heinrich Erdmann Bogislaff von Kleist-Wendisch Tychow | 1821–1892  | 1874–1887                     |                            |
| Maximilian von Usedom                                       | 1829–1897  | 1875–1885 1887–1888           | 1888–1889                  |
| Caesar von Frankenberg-Proschlitz                           | 1833–1912  | 1877–1886 1887–1888           | 1888–1912                  |
| Otto Rudolf Vitzthum von Eckstädt                           | 1831–1906  | 1878–1885 1887–1888           | 1888–1890                  |
| Julius von Oeynhausen                                       | 1843–1886  | 1882–1883                     |                            |
| Adolf von Fürstenstein                                      | 1818–1895  | 1883–1886                     |                            |
| Georg von Kanitz                                            | 1842–1922  | 1887–1888                     | 1888–1889                  |
| Gustav Hermann von Wartensleben                             | 1830–1921  | 1887–1888                     | 1888–1904                  |
| Eugen von Roeder                                            | 1808–1888  | 1887–1888                     |                            |
| Karl von Schrader                                           | 1848–1896  | 1887–1888                     | 1888–1896                  |
| Werner von Veltheim                                         | 1843–1919  |                               | 1888–1898                  |
| Eugen von Roeder                                            | 1847–1938  |                               | 1888–1904                  |
| Max von Rathenow                                            |            |                               | 1890–1896                  |
| Leberecht von Kotze                                         | 1850–1920  |                               | 1890–1896                  |
| Alexander von Keller                                        | 1842–1906  |                               | 1890–1906                  |
| Waldemar von dem Knesebeck-Milendonck                       | 1847–1906  |                               | 1890–1906                  |
| Erich von Itzenplitz                                        |            |                               | 1890–1913                  |
| Max von Blumenthal                                          |            |                               | 1897–1898                  |
| Werner von Blumenthal                                       |            |                               | 1897–1916                  |
| Wilhelm Hesse von Hessenthal                                |            |                               | 1899–1914                  |
| Wilhelm von Esbeck-Platen                                   |            |                               | 1899–1918                  |
| Edgard von Wedel                                            | 1848–1943  |                               | 1907–1908                  |
| Paul von Wiedebach und Nostitz-Jänkendorf                   |            |                               | 1907–1918                  |
| Augustus von Cabrera                                        | 1855–1914  |                               | 1908–1914                  |
| Friedrich von Oppen                                         | 1855–1929  |                               | 1908–1918                  |
| Max von Rosenberg                                           |            |                               | 1908–1918                  |
| Udo von Bodelschwingh                                       |            |                               | 1910–1918                  |
| Leonhard von Rothkirch und Trach                            |            |                               | 1912–1918                  |
| Ferdinand von Keudell                                       | 1857–1923  |                               | 1912–1918                  |
| Friedrich Wilhelm von Hardt                                 |            |                               | 1914–1918                  |